# Plaça Urquinaona
Plaça d'Urquinaona è una delle piazze centrali della città di Barcellona. 
Si trova nel distretto dell'Eixample nel quartiere di Dreta de l'Eixample, all'incrocio tra la Ronda Sant Pere e Carrer d'Ausiàs March.
La piazza è attraversata da altre vie più importanti, come Carrer de Pau Claris, Via Laietana e Carrer Roger de Llúria e prende il nome da José María de Urquinaona y Vidot, vescovo di Barcellona nel XIX secolo, così come la torre che vi troneggia.